# Pamiętnik kamikadze
Pamiętnik kamikadze (ros. Дневник камикадзе, Dniewnik kamikadze) – rosyjski film kryminalny z 2002 roku w reżyserii Dmitrija Meschijewa.

## Opis fabuły
Współczesna Moskwa. W zagadkowych okolicznościach zastrzelony zostaje popularny scenarzysta. Gdy policyjne śledztwo staje w martwym punkcie, prywatne dochodzenie rozpoczyna wieloletni przyjaciel zabitego, Maksim (Nikołaj Czindiajkin). Wspomnienia z dzieciństwa i przypadkowo odkryty pamiętnik ofiary doprowadzają do nieprawdopodobnych odkryć.

## Obsada
- Wiktorija Tołstoganowa jako Łarisa
- Jewgienija Dobrowolskaja jako Dasza
- Siergiej Szakurow jako Vadim
- Siergiej Garmasz jako Zhenya Polyak
- Natalia Koliakanowa jako Jekaterina
- Nikołaj Czindiajkin jako Maksim
- Jurij Kuzniecow jako Viktor
- Dmitrij Meschijew
- Irina Rozanowa jako matka Vadima
- Alisa Prizniakowa jako Tamara

i inni